# Ixora filmeri
Ixora filmeri är en måreväxtart som beskrevs av Adolph Daniel Edward Elmer. Ixora filmeri ingår i släktet Ixora och familjen måreväxter. Inga underarter finns listade i Catalogue of Life.